# Atrichopogon flabellis
Atrichopogon flabellis är en tvåvingeart som beskrevs av Bose och Gupta 2003. Atrichopogon flabellis ingår i släktet Atrichopogon och familjen svidknott. Inga underarter finns listade i Catalogue of Life.